# Semiothisa atmala
Semiothisa atmala är en fjärilsart som beskrevs av Swinhoe 1894. Semiothisa atmala ingår i släktet Semiothisa och familjen mätare. Inga underarter finns listade i Catalogue of Life.